# Чирчино
Чи́рчино — деревня в Александрийском сельсовете Шкловского района Могилёвской области Белоруссии. Расположена на автодороге Шклов — Круглое Р121.
Рядом с населённым пунктом протекает река Берёзовка.

## История
Упоминается в 1643 году как село Чирчин (Черчин) с церковью в составе Шкловской волости в Оршанском повете Великого Княжества Литовского. Затем — имение Чирчино в Старосельской волости Оршанского уезда Могилёвской губернии. В 1882 году владельцем имения являлась Бржостовская Лидия Осипова — дворянского сословия, римско-католического вероисповедания, которой оно досталось в наследство в 1868 году. Земли: всего — 2373 десятины, под лесом — 1500, под пашней — 150, под сенокосом — 120 десятин. В столбце «Кто занимается хозяйством, оброчные статьи в имении и доход с них» записано: «Арендатор, 2 мельницы 200 р. и сад 120 р.».
Близ Чирчино находится братская могила воинов, погибших в 1944 году — включена в Государственный список историко-культурных ценностей Республики Беларусь

## Улицы
Перечень улиц населённого пункта:
- Гончарная
- Молодёжный посёлок
- Парковая
- Почтовая

## Известные уроженцы
- Валерий Леонович Якутов — директор Павлодарского политехнического колледжа. Отличник образования Республики Казахстан, лауреат премии Ленинского комсомола, награждён грамотами Госпрофобразования КазССР и СССР, а также грамотой посла СССР в САР.[6]